# ツァントェ王
ツァントェ王（gtsang stod rgyal po）とは、16世紀末、ツァン地方に勃興し、1642年まで中央チベットの覇者となっていたチベットの政権の長の称号。歴代のツァントェ王は、チベット仏教のカルマ派の大壇越として名高い。「ツァントェ王」の称号は、彼らが編纂した「十六条法典」での自称より。ツァン・デパ（gtsang sde ba）、ツァンパ政権（ツァン派政権）、ニャクパ政権（佐藤長）、シンシャクパ政権（山口瑞鳳）とも。清朝の記録『清実録』には、「蔵巴汗」とも。
パクモドゥパ政権の外戚として権勢をふるったリンプン氏の重臣として台頭、1565年、ツァン地方の主邑で、リンプン氏の本拠地であったシガツェを奪取して王国とした。この地を本拠として繁栄をかさね、17世紀にはウー地方にも勢力をのばした。1642年、オイラトのハーンにしてホシュート部長のグシ・ハンに敗れて滅びた。

## 歴代ツァントェ王

### 前時代
15世紀初めのチベットでは、ネドンのパクモドゥパ政権に代わってリンプン氏が力を付けていた。リンプン派政権が確立したのはパクモドゥ派がツァンをリンプン派に奪われた1435年頃である。ただしパクモドゥ派は滅びず、ウーを根拠地とするゲルク派の支援を取り付けて権威を保った。パクモドゥ派は極端にゲルク派を優遇し、カルマ派を冷遇した。一方、リンプン派はカルマ派を支援した。このため、パクモドゥ派-ゲルク派とリンプン派-カルマ派の間で、寺院焼き討ちなどの内乱に発展した。パクモドゥ派はさらに細かく分裂し、ネドンは無政府状態となった。1517年、ゲルク派にラサを奪われると、リンプン派も分裂した。

### ツェテンドルジェ
ツェテンドルジェ（Tshe brtan rdo rje, 位1565- ）はリンプン氏の重臣であった。1565年にリンプン派の根拠地シガツェを奪い取り、王国を作った。以後、ツァントェ王家が滅びるまでシガツェが首都となる。ツァントェ王家はリンプン派に引き続いてカルマ派を支持した。

### テンスンワンボ
ゲルク派のダライ・ラマ4世の時代である1605年、ゲルク派はダライ・ラマ4世の実家であるモンゴルトゥメト族を使ってツァンを攻撃した。しかしテンスンワンボ（Karma bstan srung dbang po, 位 ? - 1611）は反撃に成功し、トゥメトはチベットから追放され、ツァントェ王家はウーなどの地を獲得した。

### プンツォーナムギャル
プンツォーナムギャル（Karma phun tshogs rnam rgyal, 1586 - 1621, 位1611 - 1621）はカギュ派の後継者争いに介入し、彼に敗れた一派が逃れてブータンを建国している。1618年にはゲルク派の拠点ラサを奪っている。しかし、1620年にはモンゴルの力を借りたゲルク派が巻き返し、ラサとウーを取り返した。翌1621年にプンツォーナムギャルは死んだ。

### テンキョンワンボ
テンキョンワンボ（Karma bstan skyong dbang po, 1606 - 1642, 位 1621 - 1642）はプンツォーナムギャルの子で、父の後を継いだ。この時代になると、モンゴルが分裂した。テンキョンワンボはチョクトゥ・ハンと、ゲルク派はグシ・ハンと同盟した。モンゴルの抗争はグシ・ハンが勝利を収めた。次にテンキョンワンボはボン教徒であったベリの王、トンユ（Don yod）と同盟したが、ベリ王もグシ・ハンに破れ、グシ・ハンはツァントェ王家の首都シガツェにも攻め込んだ。一年間の籠城戦の末、1642年に本拠シガツェが陥落して滅亡した。 